# Amorbia helioxantha
Amorbia helioxantha es una especie de polilla del género Amorbia, tribu Sparganothini, subfamilia Tortricinae.

## Distribución
Se distribuye por Guayana Francesa.

## Taxonomía
Fue descrita por Meyrick en 1917 y publicada en Trans. ent. Soc. Lond. 1917: 12.